# Циппелиус, Александр
Александр Циппелиус (нидерл. Alexander Zippelius, нем. Alexander Zippel; 1797—1828) — нидерландский ботаник, исследователь флоры Индонезии.

## Биография
Александр Циппелиус родился в 1797 году в городе Вюрцбург. Вскоре отправился в Голландскую Ост-Индию, поселился на острове Ява. С 1823 года Циппелиус работал ассистентом куратора в Бейтензоргском ботаническом саду.
В 1827 году Александр Циппелиус стал членом Комиссии естественных наук. В 1828 году он отправился на научную экспедицию в Новую Гвинею под предводительством Генриха Кристиана Маклота. Также членами этой экспедиции были зоолог Саломон Мюллер и иллюстраторы Петер ван Орт и Геррит ван Ралтен. 14 октября группа учёных прибыла в Купанг. Циппелиус успел создать множество подробных описаний растений местной флоры, однако на остров Ява не вернулся. 31 декабря 1828 года он скончался в возрасте 31 года.
Основная часть рукописей Циппелиуса никогда не была издана. Саломон Мюллер впоследствии использовал некоторые записи Александра, переданные ему Карлом Людвигом фон Блюме, в своих книгах по зоологии.

## Роды растений, названные в честь А. Циппелиуса
- Zippelia Blume, 1830